# Ribeirão Preto
Ribeirão Preto ist eine Stadt im Bundesstaat São Paulo in Brasilien mit 658.059 Einwohnern (Stand 2014), 313 Kilometer nördlich der Stadt São Paulo.
Sie hat sich zum größten Zucker- und Alkoholproduzenten der Welt entwickelt. Die Zuckerrohrplantagen bedecken den gesamten Distrikt. Ribeirão Preto nimmt auch eine herausragende Stellung auf dem Gebiet des Exports organischer Produkte ein.
Die touristische Infrastruktur (Hotels, Geschäfte, Bars, Restaurants) und das Nachtleben in der Stadt sind ausgezeichnet. Berühmt sind das Brauhaus Choperia Pinguim und das Theater „Pedro II“, das am 8. Oktober 1930 gegründet wurde, im Zentrum der Stadt.
Ribeirão Preto verfügt über einen internationalen Flughafen, welcher von nationalen Fluggesellschaften angeflogen wird. Zudem ist er der Heimatflughafen der Passaredo Linhas Aéreas.

## Erzbistum Ribeirão Preto
- Erzbistum Ribeirão Preto

## Söhne und Töchter der Stadt
- Inácio João Dal Monte (1897–1963), Kapuziner und Bischof von Guaxupé
- Honorina Silva (1915–?), Pianistin
- David Picão (1923–2009), Bischof von Santos
- Émerson Leão (* 1949), Fußballspieler und -trainer
- Celso Machado (* 1953), Gitarrist und Komponist
- Antonio Palocci (* 1960), Politiker
- William Bonner (* 1963), Anchorman bei TV Globo
- Raí (* 1965), Fußballspieler
- Vagner Mancini (* 1965), Fußballspieler und -trainer
- Renata Lucas (* 1971), Installations- und Konzeptkünstlerin
- Gustavo Borges (* 1972), Schwimmer, mehrmaliger olympischer Medaillengewinner
- Mestre Marcelo (* 1972), Capoeira-Meister
- Alexandre Aleixo (* 1973), Ornithologe und Evolutionsbiologe
- Marcelo Bordon (* 1976), Fußballspieler
- Lucas Severino (* 1979), Fußballspieler
- Marcos Gomes (* 1984), Autorennfahrer
- Diego (* 1985), Fußballspieler
- André Miele (* 1987), Tennisspieler
- Helder Mauricio da Silva Ferreira (* 1988), Fußballspieler
- Laís Souza (* 1988), Kunstturnerin und Freestyle-Skierin
- Willian (* 1988), Fußballspieler
- Carlos Eduardo de Oliveira Alves (* 1989), Fußballspieler
- Gilson César Santos Alves (* 1990), Fußballspieler
- Fernando Canesin (* 1992), brasilianisch-belgischer Fußballspieler
- Fernando Ferreira (* 1994), Hochspringer
- Nícolas Sessler (* 1994), Radrennfahrer
- Léo Jardim (* 1995), Fußballspieler
- Alex Apolinário (1996–2021), Fußballspieler
- Abner Gomes Faria (* 1997), Fußballspieler
- Matheus Sávio (* 1997), Fußballspieler
- João Pedro (* 2001), Fußballspieler